# Varada Sethu
Varada Sethu, pseudonimo di Varada Sethumadhavan (Kerala, 12 maggio 1992), è un'attrice indiana naturalizzata britannica.
È nota per il ruolo di Mishal Ali nella miniserie televisiva britannica Hard Sun (2018)., Cinta Kaz nella serie televisiva Andor (2022-2025) e della companion del Dottore Belinda Chandra nella serie televisiva Doctor Who (2025). 

## Biografia
Nel 2022 prende parte, nel ruolo di Cinta Katz, un membro della rete di ribelli all'Impero Galattico, nella serie televisiva spin-off del franchise di Star Wars, Andor.
Nel 2025 interpreta Belinda Chandra, compagna del Quindicesimo Dottore (Ncuti Gatwa), nella serie televisiva di fantascienza Doctor Who. Era apparsa un anno prima nella precedente stagione della serie nel ruolo di Mundy Flynn. 

## Filmografia parziale

### Cinema
- Impressions, regia di Ronak Singh - cortometraggio (2010)
- Sket, regia di Nirpal Bhogal (2011)
- English: An Autumn in London, regia di Shyamaprasad (2013)
- Now You See Me 2, regia di Jon M. Chu (2016)
- Special Delivery, regia di Robert Hackett - cortometraggio (2018)
- Bad News, regia di Markus Meedt - cortometraggio (2020)
- Jilted, regia di Dan Hodgson - cortometraggio (2021)
- Jurassic World - Il dominio (Jurassic World Dominion), regia di Colin Trevorrow (2022)
- I Came By, regia di Babak Anvari (2022)

### Televisione
- Doctors - serial TV, puntata 17x29 (2015)
- A Midsummer Night's Dream, regia di David Kerr - film TV (2016)
- New Blood - serie TV, episodi 1x01-1x02-1x03 (2016)
- Doctor Foster - serie TV, episodi 2x01-2x04 (2017)
- Hard Sun, regia di Brian Kirk, Nick Rowland e Richard Senior - miniserie TV, 6 episodi (2018)
- Hanna - serie TV, episodi 1x03-1x04 (2019)
- Strike Back - serie TV, 17 episodi (2019-2020)
- Andor - serie TV, 10 episodi (2022-2025)
- Annika - serie TV, 4 episodi (2023)
- Mrs Sidhu Investigates - serie TV, episodio 1x01 (2023)
- Doctor Who: Unleashed - serie TV, episodio 2x03 (2024)
- Doctor Who - serie TV, 9 episodi (2024-2025)

### Videoclip
- Klyne Water Flow, regia di Tom Ralph (2016)

## Doppiatrici italiane
Nelle versioni in italiano delle opere in cui ha recitato, Varada Sethu è stata doppiata da:
- Ludovica Bebi in Strike Back, Andor
- Francesca Manicone in Now You See Me 2
- Ilaria Latini in Hard Sun
- Gea Riva in I Came By
- Emanuela Cardani in Doctor Who